# Керр, Мюриэл
Мюриэл Керр (англ. Muriel Kerr; 18 января 1911, Реджайна — 18 сентября 1963, Лос-Анджелес) — канадская пианистка.
Концертировала с семилетнего возраста. Училась в Торонто у Пола Уэллса, в Чикаго у Александра Рааба, затем занималась также под руководством Перси Грейнджера и Эрнеста Хатчесона в Джульярдской школе. В 1928 году вместе с Садой Шухари дебютировала в Карнеги-холле в рамках проекта поддержки молодых музыкантов, посвящённого памяти Франца Шуберта, — исполнив Концерт № 2 Сергея Рахманинова с Нью-Йоркским филармоническим оркестром под управлением Виллема Менгельберга (критические оценки, впрочем, были весьма сдержанными). Широко гастролировала по США и Канаде, в 1948 году совершила первое европейское турне. В 1942—1949 гг. преподавала в Джульярдской школе, с 1955 г. в Университете Южной Калифорнии. Одновременно в 1957 году возглавила музыкальное отделение частной школы Пунахоу в Гонолулу, основала здесь ежегодный фестиваль современной музыки и искусства. Записала альбом произведений Роберта Шумана и Пауля Хиндемита.